# Китайская пуговица
Кита́йская пу́говица (англ. Chinese Button Knot) — классический узел-пуговица, который можно пришить к сумке (или к кошельку), он может послужить как привлекательной застёжкой, так и просто декоративным элементом. Часто пуговицы из завязанных узлов бывают больше, чем отверстия для них, поэтому используйте для них петли из верёвки (или застёжки) из тесьмы. Из некоторых жёстких материалов можно сделать плоский узел, но такой узел — непрактичен, и может использоваться только для украшения.

## Способ завязывания

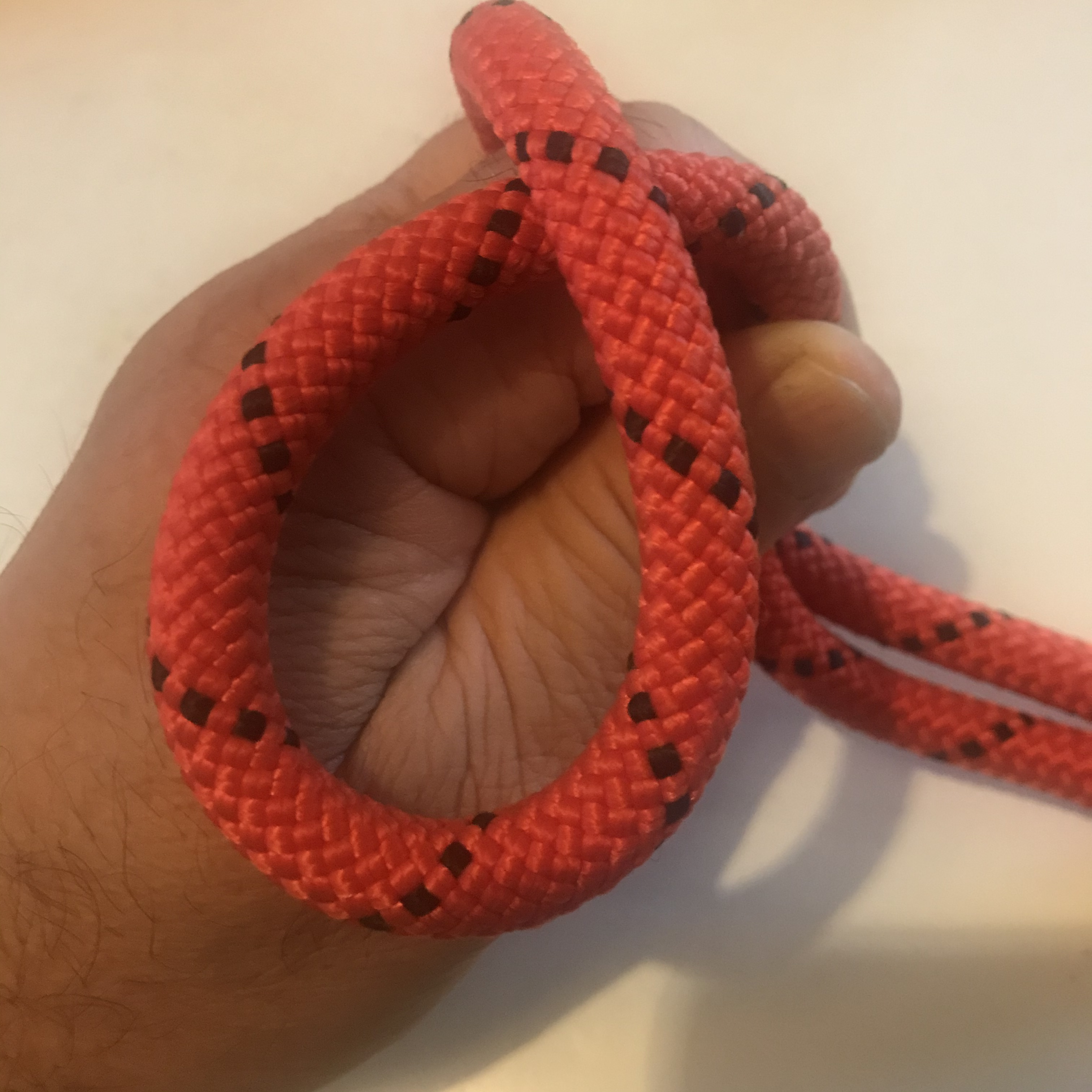
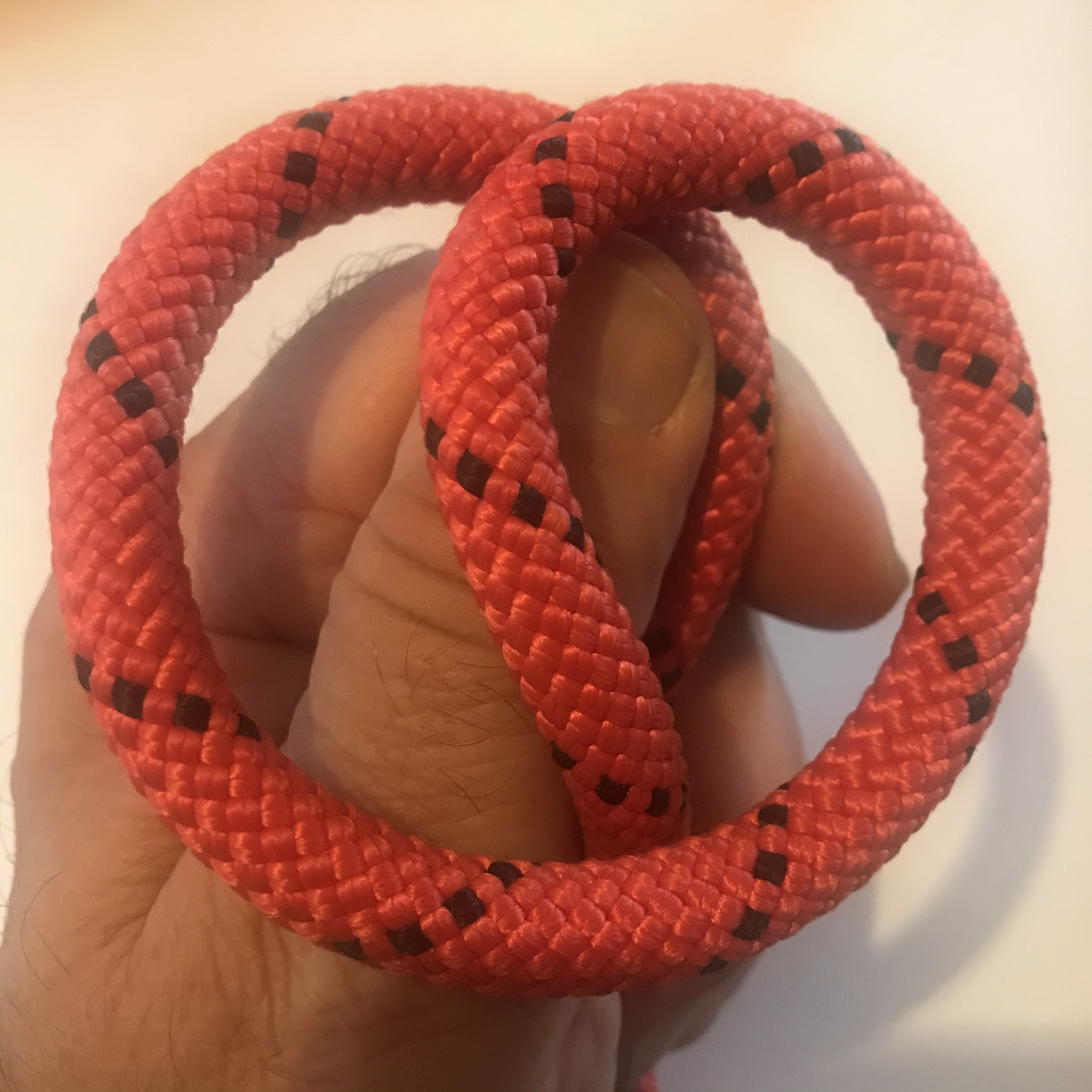
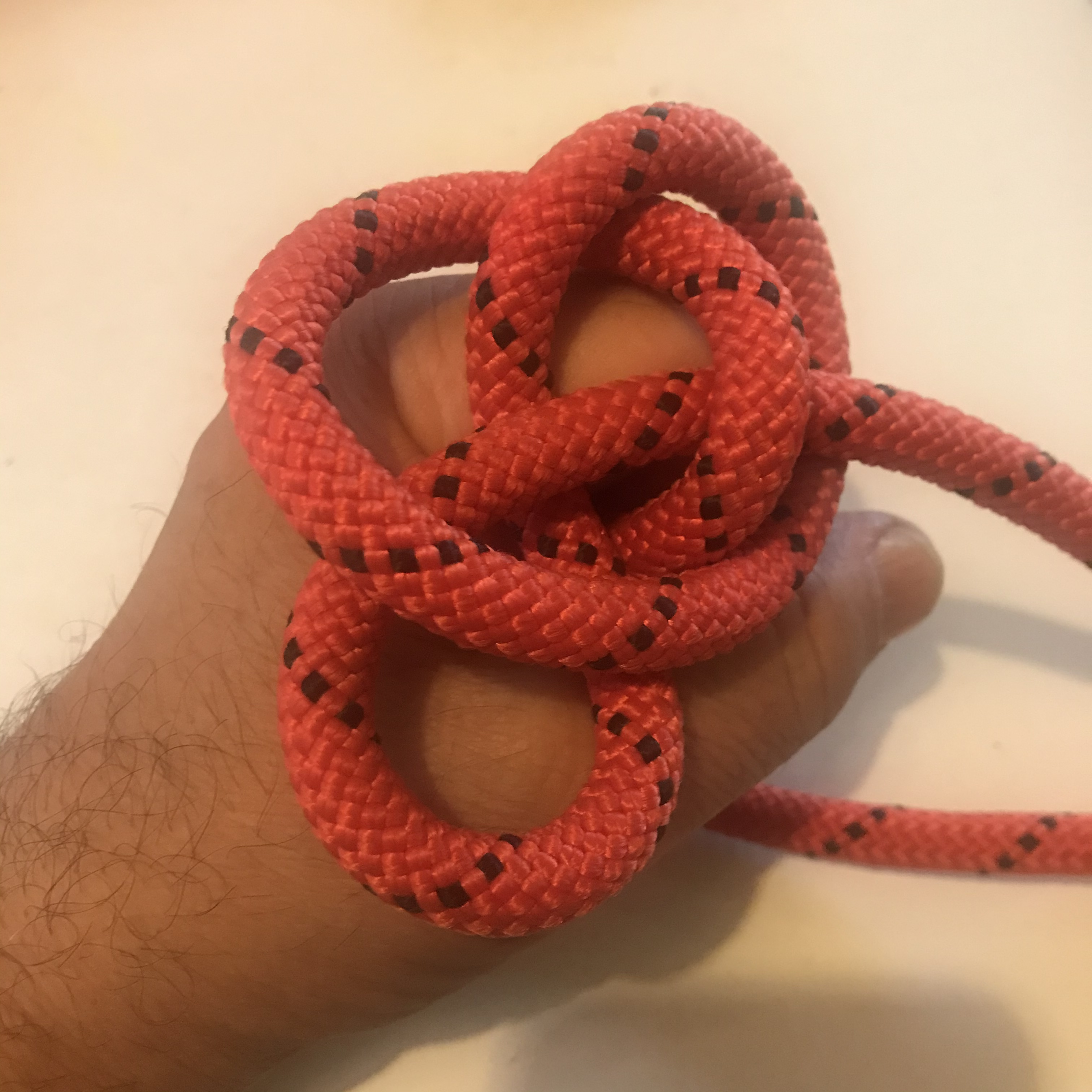
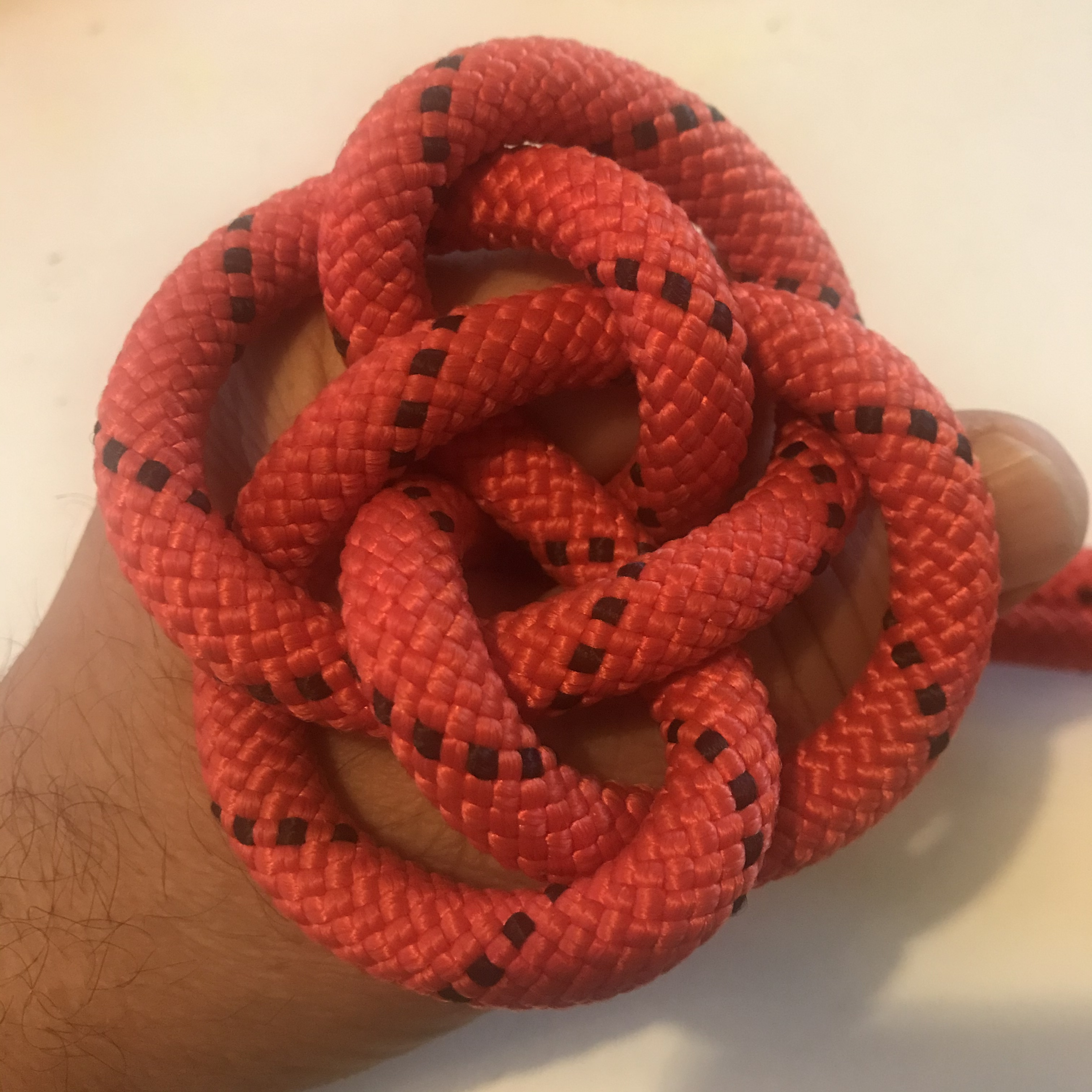
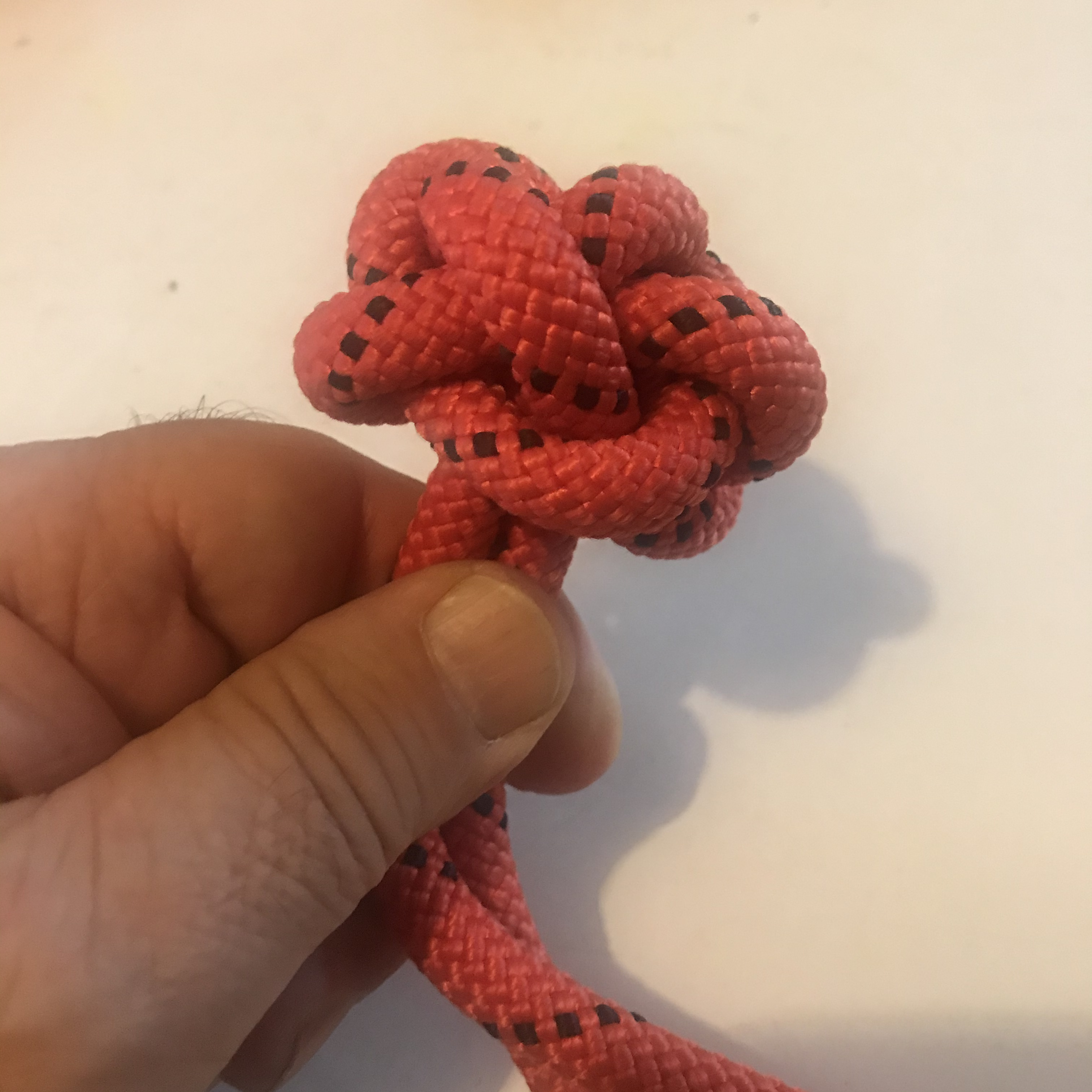